# 白山吉光
白山吉光（はくさんよしみつ）は、鎌倉時代に作られたとされる日本刀（剣）。日本の国宝に指定されており、石川県白山市の白山比咩神社が所蔵する。

## 概要
鎌倉時代の刀工・粟田口則国あるいは国吉の子とされる藤四郎吉光により作られた剣である。藤四郎吉光は、京都粟田口派の刀工のうち最も著名であり、特に短刀や剣の作刀では名手と知られていた。吉光は実父（もしくは師匠）にあたる国吉と比べると剣の現存作が稀であるが、本作も名手の名にふさわしく姿形が極めて美しく、地鉄の出来の良さは他に及ばないほど伝統の良さにあふれていると評される。
本作は徳川家光の養女にあたる阿智子（水戸藩主徳川頼房の四女、後に清泰院と号した）が、加賀藩4代藩主である前田光高に嫁いだ際に持参したもので、元々は徳川将軍家もしくは水戸徳川家が所蔵していたものと推測されている。1657年（明暦3年）に清泰院が死去した際に、子の5代藩主である綱紀が母の冥福を祈って死去した翌年に白山比咩神社へ奉納したものである。加賀にて代々金工を務めていた水野家の記録によれば、1803年（享和3年）7月6日に「参詣之砌白山吉光御拭紙」としてその時の包紙が遺されていることから、その頃に拭い（地鉄を黒くすることによって光沢を出すことを目的とした工程）が行われていたことが分かる。
1909年（明治42年）9月21日に古社寺保存法による旧国宝に指定され、文化財保護法施行後の1952年（昭和27年）3月29日には国宝に指定された。2019年現在は石川県立美術館に寄託されている。

## 作風

### 刀身
刃長は22.9センチメートル、元幅は2.2センチメートル。両鎬、両刃造、頭張らず平肉の豊かな姿をしており、地鉄は小板目（板材の表面ような模様）が詰んでおり、地沸（じにえ、地肌や刃部の境目にある銀砂をまいたように細かくきらきらと輝いているもの）が細かくつき、地景（じけい、地鉄の中にある線のような模様）が入る。刃文は直刃に小足よく入り、匂深く小沸よくつき、刃縁はほつれごころに二重刃のこころありとされている。姿がよく整い、地刃の出来は短刀に比して一段と沸強く冴え、吉光作品の中では優品である。